# Japonia striatula
Japonia striatula es una especie de molusco gasterópodo de la familia Cyclophoridae en el orden de los Mesogastropoda.

## Distribución geográfica
Es endémica del Japón.